# Freischütz (Ausflugslokal)

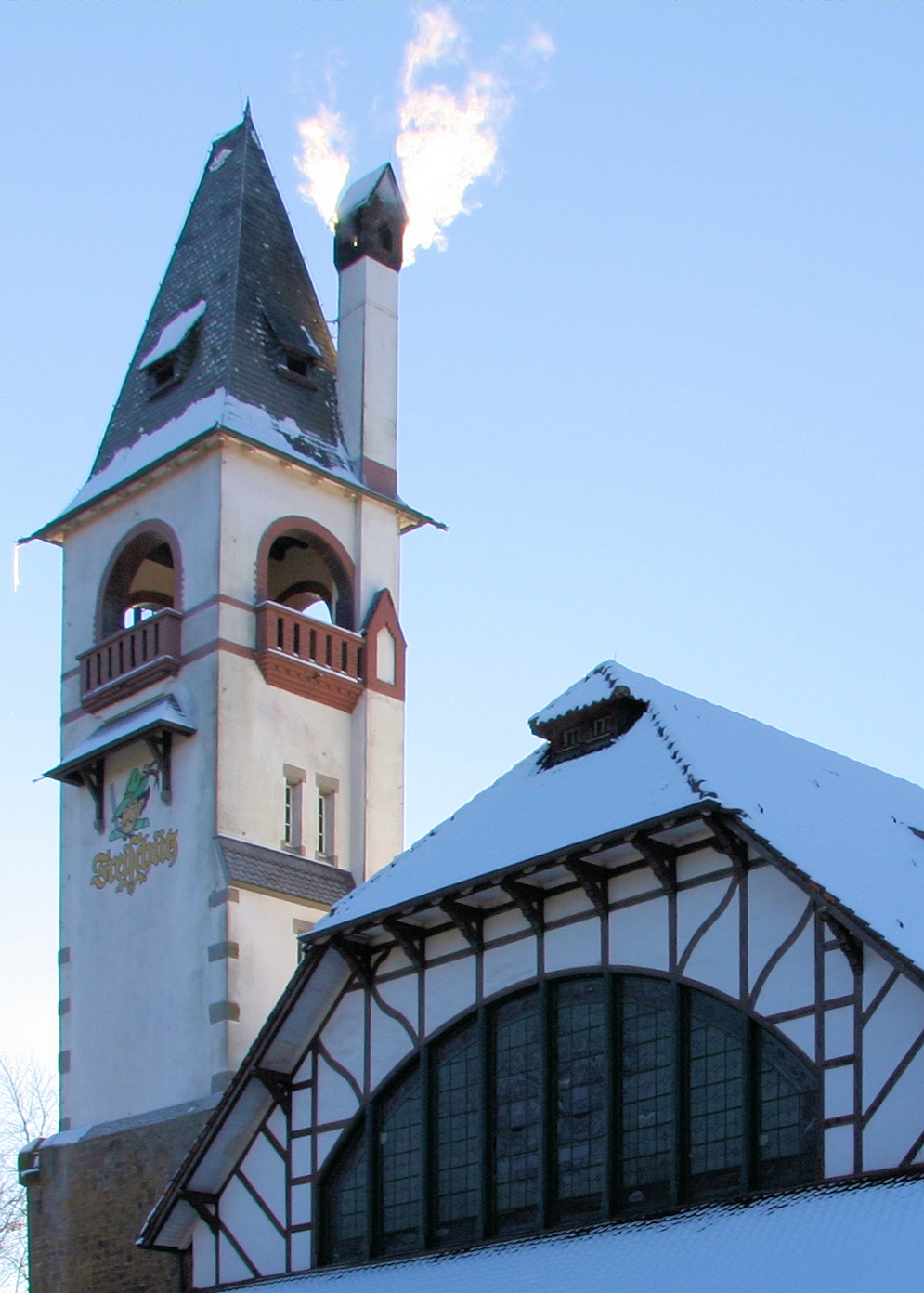
Freischütz, Turm mit Saalbau

Freischütz lautet der Name eines Ausflugslokals im Schwerter Wald auf dem Gebiet der Stadt Schwerte, das dicht an der Ortsgrenze zu den Dortmunder Stadtteilen Aplerbecker Mark und Berghofen gelegen ist.

## Ursprung
Der Bau des ersten Gebäudes geht auf eine Anweisung des Schwerter Magistrats aus dem Jahr 1843 zurück, als dieser auf dem Höhenrücken des Ardey ein Forsthaus aus Bruchstein-Mauerwerk errichten ließ. Mit den Maurerarbeiten wurde der Maurermeister Mohrenstecher aus der Aplerbecker Mark beauftragt, der acht Jahre später (1851) auch den Rohbau für das Aplerbecker Amtshaus errichtete.

## Schankerlaubnis
In unmittelbarer Nähe zum damaligen Forsthaus befanden sich im 19. Jahrhundert zahlreiche Bergwerke, die Kohleneisenstein und Kohle förderten. Von den nahe gelegenen Abbaustellen kehrten die Bergleute häufig im Forsthaus ein. Fuhrleute nutzten das Forsthaus zum Tränken ihrer Pferde und um sich selber einen Schnaps zu gönnen. Der nicht legale, dennoch still geduldete Alkoholausschank wurde schlussendlich am 6. Juni 1861 mit Erteilung einer Schankerlaubnis legalisiert.

## Bergbau in der Umgebung

Beispiel für einen Erbstollen

Kohle- und Eisensteinabbaustätten in direkter Nähe zum Forsthaus im 18. und 19. Jahrhundert:
| Name                  | Ort                       | in Betrieb      |
| --------------------- | ------------------------- | --------------- |
| Charlottensruh        | Berghofen                 | 19. Jahrhundert |
| Clara                 | Berghofermark             | 1852            |
| Diedrich              | Berghofen                 | 1783–1846       |
| Emilie Erbstollen     | Berghofen-Aplerbeck       | 1839–1850       |
| Feldbank              | Berghofen                 | 1746–1850       |
| Himmelfahrt, Ver.     | Berghofen                 | 1780–1837       |
| Josephiner Erbstollen | Berghofen                 | 1854            |
| Ludwigs Wienbank      | Berghofen                 |                 |
| Mitgehangen           | Aplerbeck-Süd             | 1854            |
| Pauline Erbstollen    | Berghofen                 | 1850–1854       |
| Peter Adam            | Sölderholz-Schwerter Wald | 1839            |
| St. Martin            | Berghofen                 | 1756–1837       |

## Zeitalter der Straßenbahnen

Letzte Postkutsche begegnet erster Straßenbahn

Am 18. Mai 1899 begegneten sich vor dem Freischütz die letzte von Pferden gezogene Postkutsche und die erste elektrisch betriebene Straßenbahn der Hörder Kreisbahn von Hörde nach Schwerte. Zu diesem Ereignis trafen sich vor dem Freischütz Politiker und Gesellschaftsvertreter aus Aplerbeck und Schwerte:
- der Schwerter Bürgermeister Rohrmann
- das Schwerter Magistratsmitglied Dr. Haver
- der Aplerbecker Amtmann Gutjahr
- Vertreter des Landrats
- Vertreter der Allgemeinen Lokal- und Straßenbahngesellschaft (ALSAG)

Durch die Anbindung an die Hörder Kreisbahn wurde das Lokal Freischütz zum Ausflugslokal für die Dortmunder und Hörder Bürger. Der Straßenbahnbetrieb der Linie 20 zwischen Hörde und Schwerte wurde am 30. Juni 1954 eingestellt und durch Gelenkomnibusse ersetzt. Wie auch beim Übergang von der Postkutsche zur Straßenbahn traf sich eine Delegation vor dem Freischütz, um an gleicher Stelle 55 Jahre später die Gläser zu erheben.

## Der große Festsaal
Um die Jahrhundertwende entstand neben dem alten Forsthaus ein neuer Saalbau für unterschiedliche Veranstaltungen. Das erste Konzert im neuen Saal fand im September 1903 statt. Der Saalbau ist in der Denkmalliste der Stadt Schwerte eingetragen.
Seit 1993 findet der Politische Aschermittwoch der SPD Westliches Westfalen im Freischütz statt. Die Veranstaltung gilt als eine der wichtigsten Aschermittwochs-Veranstaltungen der Partei; traditionell nehmen neben der nordrhein-westfälischen SPD-Spitze auch zahlreiche prominente Bundespolitiker der Partei an der Veranstaltung teil.

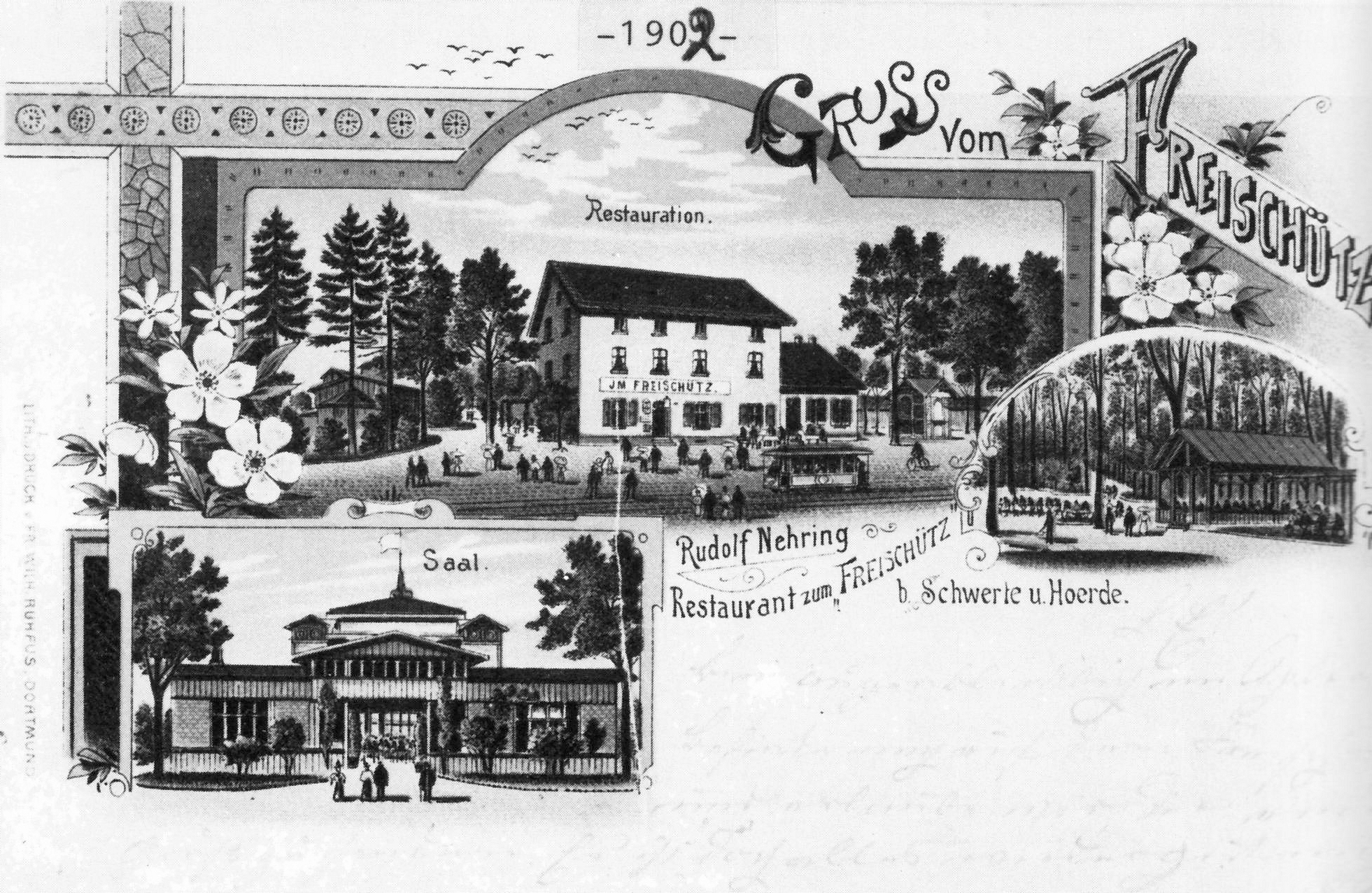
Freischütz auf einer Ansichtskarte von 1902
Saalbau, Frontansicht von 1908
Saalbau, Frontansicht von 1908
Saalbau, rückwärtige Ansicht von 1908 mit Spielplatz

## Außenanlagen
Um die Restauration insbesondere für Familien mit Kindern interessant zu machen, wurde schon früh ein Kinderspielplatz eingerichtet. 1930 wurde ein Reit- und Springturnierplatz südlich des Festsaals angelegt. Weitere Bekanntheit erlangte der Freischütz durch das ab 1964 gebaute Kinderparadies mit Märchenwald und einer Münchhausenfigur, die auf einer Kugel sitzend den Turm des Festsaals erklomm. Märchenwald und Münchhausen existieren heute nicht mehr. Heute befindet sich auf dem Freigelände ein großzügig dimensionierter Biergarten mit Kinderspielplatz und auf dem Gelände des ehemaligen Märchenwalds seit März 2013 ein Kletterwald.